# Corporación Andina de Fomento
La Corporación Andina de Fomento (CAF) è una banca di sviluppo multilaterale, con sede a Caracas. Il suo obiettivo è di promuovere la crescita sostenibile dei paesi membri e l'integrazione regionale, attraverso il finanziamento di progetti prevalentemente, ma non esclusivamente, infrastrutturali.

## Stati membri

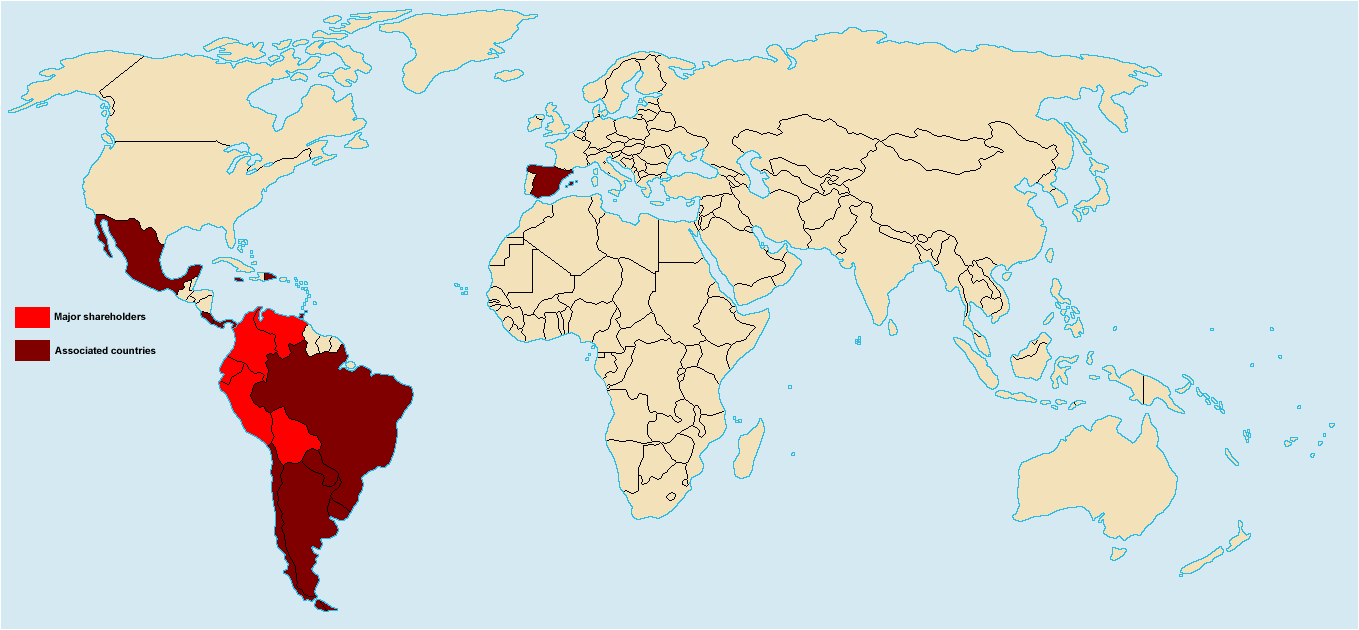
Corporación Andina de Fomento (CAF)
Membri associati
Principali azionisti

Membri associati
     Principali azionisti
- Argentina
- Barbados
- Bolivia
- Brasile
- Cile
- Colombia
- Costa Rica
- Repubblica Dominicana
- Ecuador
- Giamaica
- Messico
- Panama
- Paraguay
- Perù
- Portogallo
- Spagna
- Trinidad e Tobago
- Uruguay
- Venezuela